# Cephalocyclus villosipes
Cephalocyclus villosipes är en skalbaggsart som beskrevs av Edgar von Harold 1862. Cephalocyclus villosipes ingår i släktet Cephalocyclus och familjen Aphodiidae. Inga underarter finns listade.